# Limonium drepanostachyum
Limonium drepanostachyum är en triftväxtart som beskrevs av Ikonn.-gal. Limonium drepanostachyum ingår i släktet rispar, och familjen triftväxter. Inga underarter finns listade i Catalogue of Life.